# Sivert Wiig
Sivert Wiig  (* 21. August 1997) ist ein norwegischer Skilangläufer.

## Werdegang
Wiig, der für den Gjesdal Il startet, trat international erstmals beim Europäischen Olympischen Winter-Jugendfestival 2015 in Steg in Erscheinung. Dort belegte er den 16. Platz über 7,5 km Freistil und den sechsten Rang über 10 km klassisch. Seine ersten Rennen im Scandinavian-Cup absolvierte er im Dezember 2017 in Vuokatti, die er auf dem 54. Platz über 15 km klassisch und auf dem 29. Rang im Sprint beendete. Bei den U23-Weltmeisterschaften 2019 in Lahti wurde er Fünfter im Sprint. Sein Debüt im Skilanglauf-Weltcup hatte er im März 2019 in Drammen. Dabei holte er mit dem neunten Platz im Sprint seine ersten Weltcuppunkte.